# Tata Consumer Products
Tata Consumer Products — индийская компания, производитель и дистрибьютор чая и кофе. Входит в состав индийской компании Tata Group. Производит чай под брендами Tata Tea, Tetley, Kanan Devan, Chakra Gold и Gemini.

## История
Компания была основана в 1964 году как совместное предприятие группы Tata и британской компании James Finlay; первоначально называлась Tata Tea. В 1987 году компания открыла филиал в США. В 1992 году было основано совместное предприятие с британской компанией Tetley Tea по экспорту индийского чая. В 2000 году была куплена за 271 млн фунтов стерлингов Tetley Group, вторая крупнейшая в мире чайная компания. В 2005 году была приобретена калифорнийская компания Good Earth. В 2006 году за 220 млн долларов была приобретена американская компания по продаже кофе Eight O'Clock Coffee. В 2007 году был куплен польский чайный бренд Vitax. В 2010 году название Tata Tea было изменено на Tata Global Beverages. В 2012 году было создано совместное предприятие со Starbucks по развитию сети кофеен в Индии. В 2019 году у Tata Chemicals были приобретены активы по производству и продаже поваренной соли и других пищевых продуктов, и название компании было изменено на Tata Consumer Products («Потребительские товары Тата»).

## Деятельность
Компания Tata Consumer Products занимается производством и продажей чая (торговые марки Tetley, teapigs, Tata Tea, Good Earth, Vitax), кофе (Eight O' Clock, Tata Coffee Grand, Sonnets by Tata Coffee), продуктов питания (соль, специи, рис, бобы, мука, сухофрукты, сухие завтраки под брендами Tata Salt, Tata Sampann, Tata Soulfull, Tata Q), воды и напитков (Himalayan, Tata Copper Plus Water, Tata Gluco Plus, Tata Fruski, Good Earth Kombucha), а также управляет сетью из 268 кофеен в 26 городах Индии в рамках совместного предприятия со Starbucks.
Регионы деятельности по состоянию на 2021/22 финансовый год:
- Индия — 70 % выручки, чай, кофе, соль и специи, продукты питания, вода, сеть кофеен Tata Starbucks;
- США — 13 % выручки, чай, кофе (Eight O' Clock);
- Европа — 11 % выручки, чай, соль и специи, вода;
- Канада — 3 % выручки, чай;
- Австралия — 1 % выручки, чай, соль и специи, вода;
- Ближний Восток и ЮАР — 0,3 % выручки, чай, соль и специи;